# Volcà de l'Estany
El Volcà de l'Estany és un volcà situat al municipi de Sant Joan les Fonts, a la comarca catalana de la Garrotxa.